# Грамикеле
Грамикеле (итал. Grammichele) је насеље у Италији у округу Катанија, региону Сицилија.
Према процени из 2011. у насељу је живело 12844 становника. Насеље се налази на надморској висини од 521 м.

## Становништво
| 1951.  | 1961.  | 1971.  | 1981.  | 1991.  | 2001.  | 2011.  |
| ------ | ------ | ------ | ------ | ------ | ------ | ------ |
| 14.210 | 14.486 | 12.286 | 13.668 | 13.609 | 13.395 | 13.064 |